# هکتور زازو
هکتور زازو (به انگلیسی: Hector Zazou؛ زادهٔ ۱۱ ژوئیهٔ ۱۹۴۸ – درگذشته ۸ سپتامبر ۲۰۰۸) آهنگساز و تهیه‌کنندهٔ موسیقی فرانسوی می‌بود که با مجموعهٔ عظیمی از هنرمندان بین‌المللی همکاری داشت. زازو از سال ۱۹۷۶ بر روی آلبوم‌های خودش و آلبوم‌های هنرمندان دیگری که از بین آن‌ها می‌توان از سندی دیلون، میمی گوئس، باربارا گوگن، سوارا نظرخان، کارلوس نونز مونوز، گروهٔ موسیقی ایتالیایی پر گراتسیا ریچوتا، آن گرت پروس، لارنس ریوی و سینکو نانشیلاک کار می‌کرد.